# Diego de Artieda Chirino y Uclés
Diego de Artieda Chirino y Uclés, o Diego Artieda Chirinos, (Esparza de Salazar, Corona de España, ca. 1533 – Ciudad de Guatemala de la provincia homónima, Imperio español, 1590) fue un conquistador que ocupó el cargo de gobernador de Nicaragua desde 1576 hasta 1583 y al año siguiente también pasó a ocupar el puesto vitalicio de gobernador de la provincia de Costa Rica, desde 1577, hasta que fuera depuesto un año antes de su fallecimiento.

## Biografía
Diego de Artieda Chirino y Uclés, hijo de Pedro de Uclés y de María Enríquez Chirino, habría nacido hacia 1533 en Esparza de Salazar, un pequeño pueblo del valle de Salazar, en el recién incorporado a Castilla Reino de Navarra, que formaba parte de la Corona española.
Prestó servicios en la Capitanía General de las Filipinas. En 1573 celebró una capitulación con el rey Felipe II para la pacificación y el poblamiento de la provincia de Costa Rica. En 1574 fue nombrado gobernador de Nicaragua para ocuparlo recién en 1576 y desde 1577 también como gobernador vitalicio de Costa Rica. Se casó con María de Céspedes y Flores.
Fundó en la costa Pacífica de la provincia de Costa Rica la ciudad de Artieda del Nuevo Reino de Navarra, que tuvo una vida efímera, y en las vecindades de la costa del océano Pacífico la ciudad de Esparza, ubicada en el área del actual Cantón de Esparza, por la que toma el nombre y durante mucho tiempo se llamó, por desconocimiento del origen del nombre, Esparta. aunque recuperó su nombre original por decreto del 6 de mayo de 1974.
Su gestión como gobernador se vio constantemente obstaculizada por la Audiencia de Guatemala, que en 1589 lo destituyó y le abrió un proceso judicial. Falleció en Guatemala en el año 1590.